# Horst Kleinkauf

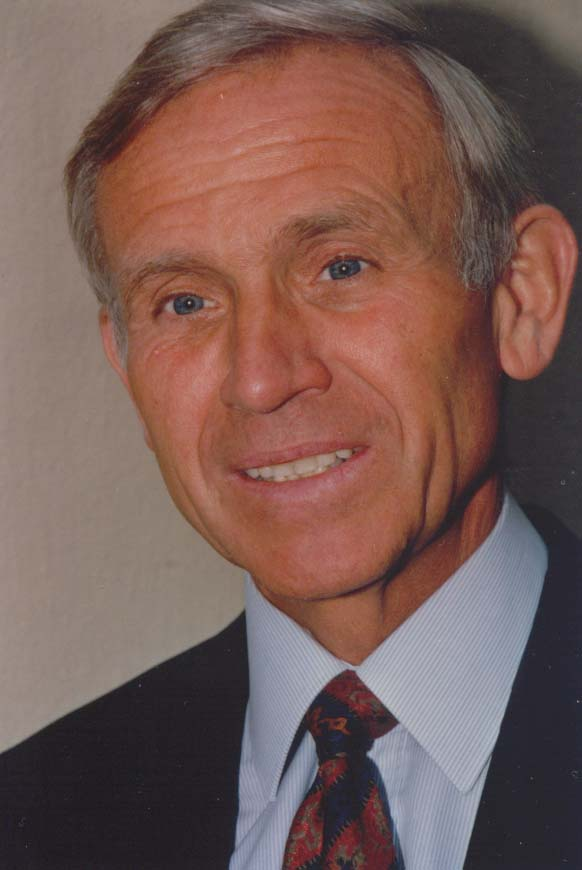
Horst Kleinkauf (2009)

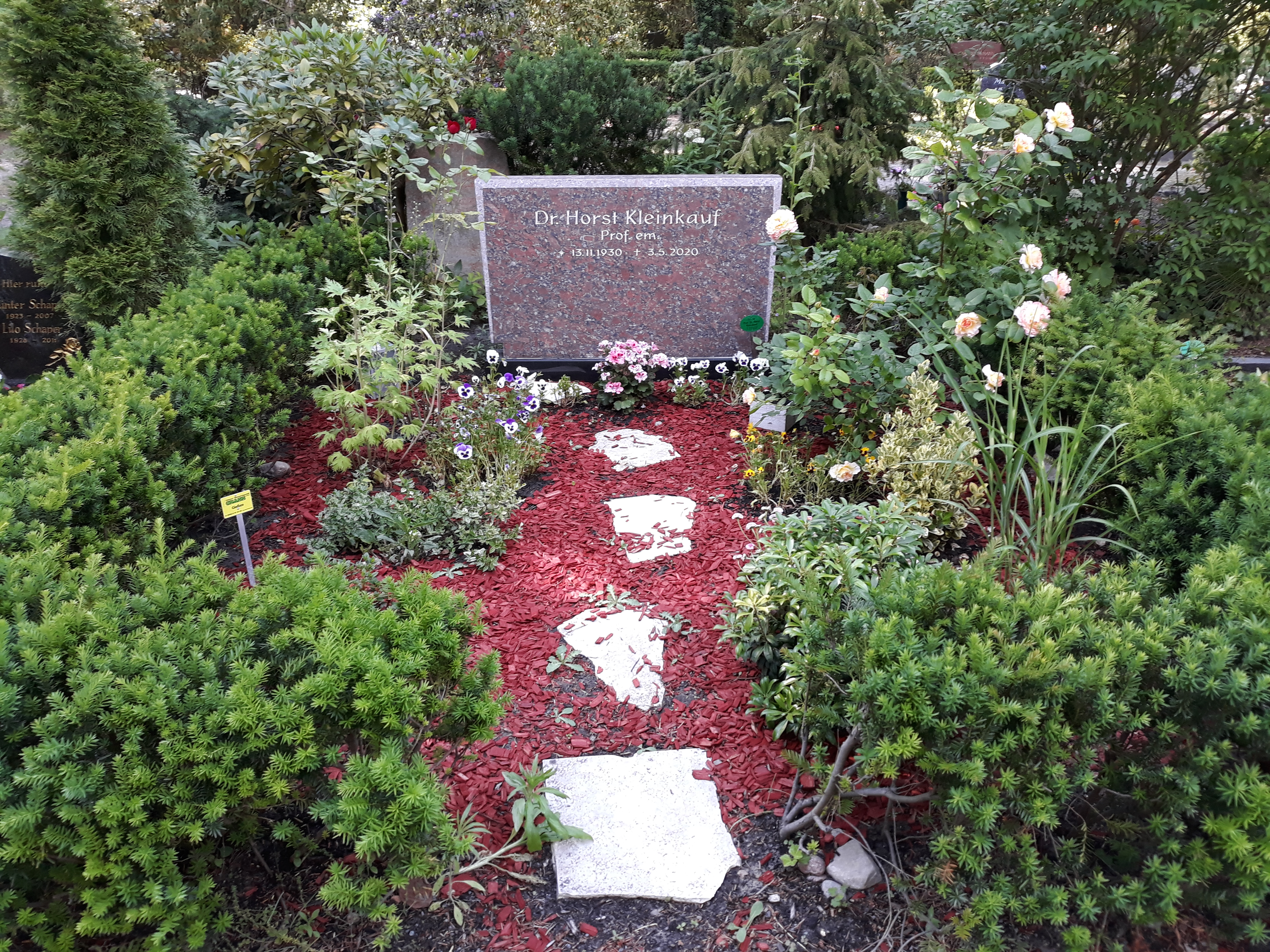
Das Grab von Horst Kleinkauf auf dem Parkfriedhof Lichterfelde in Berlin

Horst Kleinkauf (* 13. November 1930 in Goslar; † 3. Mai 2020) war ein deutscher Biochemiker und Molekularbiologe.

## Werdegang
Nach dem Abitur am Städtischen Gymnasium für Jungen mit Oberschule, Goslar, heute Ratsgymnasium Goslar, studierte Horst Kleinkauf an der Technischen Hochschule Carolo-Wilhelmina in Braunschweig und legte Staatsexamen in Pharmazie und Lebensmittelchemie ab. Er studierte dort weiter Botanik und wurde dort zum Doctor rerum naturalium promoviert. Nach Arbeiten an der Entzifferung des genetischen Codes an Max-Planck-Instituten in Tübingen und Göttingen habilitierte er sich an der Technischen Universität Braunschweig.
Von 1967 bis 1971 arbeitete Kleinkauf an der Rockefeller University, New York, im Labor des Nobelpreisträgers Fritz Albert Lipmann, wo er eine neue Forschungsrichtung, die „nicht-ribosomale Biosynthese von Peptiden“ startete.
1971 wurde Kleinkauf zum ordentlichen Professor für Biochemie und Molekulare Biologie an der Technischen Universität Berlin ernannt. In den 70er Jahren war er Fachbereichssprecher der Fakultät für Physikalische und Angewandte Chemie und Mitglied des Konzils der Technischen Universität Berlin. Von 1979 bis 1992 leitete Kleinkauf den von ihm gegründeten Sonderforschungsbereich der Deutschen Forschungsgemeinschaft „Struktur, Funktion und Biosynthese von Peptiden und Proteinen“.

## Internationale Positionen und Aktivitäten
Kleinkauf engagierte sich bei der Organisation internationaler wissenschaftlicher Veranstaltungen. 1986 war er Chairman des Organisations- und wissenschaftlichen Programm-Komitees für das „17. FEBS Meeting“ (FEBS= Federation of European Biochemical Societies) in Berlin. Von 1988 bis 1996 war Kleinkauf FEBS Meetings Counsellor und damit an allen großen internationalen wissenschaftlichen Veranstaltungen dieser wissenschaftlichen Bereiche in Europa beteiligt. Von 1991 bis 1998 war Kleinkauf General Secretary of the International Union of Biochemistry and Molecular Biology (IUBMB).
Die IUBMB widmet sich der Förderung von Forschung und Ausbildung in Biochemie und molekularer Biologie in der Welt. Sie erreicht das auf verschiedene Weise. Sie gibt finanzielle Unterstützung für internationale Symposien für biochemische und molekularbiologische wissenschaftliche Gebiete von momentanem Interesse. Die IUBMB hält Trainingskurse, Symposien, Seminare über biochemische und molekularbiologische Ausbildung ab und vergibt Lehrbücher an Ausbildungsinstitutionen und Entwicklungsländer. Die Union vergibt auch Stipendien.
Von 1996 bis 1999 war Kleinkauf Vertreter Deutschlands bei dem „General Committee of the International Council of Scientific Unions“ (ICSU) und von 1999 bis 2002 Vice-President for External Relations on the ICSU Executive Board for the „International Council for Science“.
Das International Council of Scientific Unions (ICSU) wurde 1931 gegründet, um international wissenschaftliche Aktivitäten in den verschiedenen Wissenschaftszweigen und ihrer Anwendung zum Nutzen der Menschheit zu unterstützen. 1998 wurde der Name in The International Council for Science umgewandelt, da ICSU zwei Kategorien von Mitgliedern hat: Nationale Wissenschaftliche Mitglieder (wissenschaftliche Akademien und wissenschaftliche Organisationen) und die nationalen multidisziplinären Organisationen wie wissenschaftliche Unionen, die internationale disziplinäre Wissenschaftszweige darstellen. Die Verbindung dieser beiden Gruppen ergibt ein weites Spektrum wissenschaftlicher Erfahrungen, die Mitglieder dazu befähigt, entscheidende internationale und interdisziplinäre wissenschaftliche Fragestellungen zu bearbeiten und zu beantworten.

## Mitgliedschaften
- Mitglied der Deutschen Akademie der Naturforscher Leopoldina (seit 1985)[6]
- Auswärtiges Mitglied der Medizinischen Fakultät der Polnischen Akademie der Gelehrsamkeit (PAU) in Krakau[7]
- Mitglied der Amerikanischen Akademie für Mikrobiologie (American Academy of Microbiology (AAM)/American Society for Microbiology (ASM))[1]
- Ehrenmitglied des Kitasato-Instituts der Kitasato-Universität Tokio (Kitasato Gakuen)[8]

## Auszeichnungen
- Heyrovský-Medaille in Gold von der Tschechoslowakischen Akademie der Wissenschaften, Prag.[1]
- Preis des S.-Kitasato-Instituts und der S.-Kitasato-Universität, Tokio für „Forschung an Neuen Bioaktiven Chemischen Verbindungen“.[9]
- 24. FEBS-Ferdinand Springer Lecturer.[3]
- Diplom d´Honneur der Federation of European Biochemical Societies.

## Forschungsschwerpunkte
Horst Kleinkauf beschäftigt sich intensiv mit der Biochemie von Peptiden sowie der Biosynthese biologisch aktiver Peptide. Einen weiteren Schwerpunkt bildet die Enzymologie multifunktionaler Enzyme. Weiterhin setzt er sich mit der Isolation und Charakterisierung von Peptidsynthetasen der Biosynthesewege von Peptid-Antibiotika, -Ionenträgern, -Fungiziden, -Insektiziden und immunsuppressiven Substanzen auseinander. Kleinkauf führte Arbeiten über die Synthese von Gramicidin S, Tyrocidine, Alamethicine und beschäftigt sich mit der Aufklärung der Biosynthese der Depsipeptide Enniatin und Beauvericin und des Biosynthesewegs der immunsuppressiven Substanz Cyclosporin. Darüber hinaus konzentriert sich seine Forschung auf die enzymatische Produktion von Analoga zur Arzneimittelverbesserung und für neue Applikationen. Er führte etliche Arbeiten an der ACV-Synthetase (aminoadipyl-cysteinyl-D-valine-synthetase), dem ersten Enzym in der Biosynthese von Penicillin und Cephalosporin, durch.

## Schriften
- Peptideantibiotics – Biosynthesis and Function. Verlag Walter de Gruyter & Co. Berlin / New York 1982.
- mit H. von Döhren, H. Dornauer und G. Nesemann: Regulation of Secondary Metabolite Formation. Workshop Conference Hoechst, Volume 16, VCH-Verlagsgesellschaft, Weinheim 1986.
- mit H. von Döhren und L. Jaenicke: The Roots of Modern Biochemistry, Fritz Lipmann´s Squiggle and its Consequences. Verlag Walter de Gruyter Berlin / New York 1988.
- mit H. von Döhren: 50 Years of Penicillin Application, History and Trends. PUBLIC.Ltd, Czech Republic 1991, ISBN 80-901640-0-5.
- mit H. von Döhren (Hrsg.): Products of Secondary Metabolism. (= Biotechnology. Volume 7). 2. Auflage. VCH Verlagsgesellschaft, Weinheim 1996, ISBN 3-527-28317-X.